# Милфорд, Пенелопа
Пенелопа Милфорд (англ. Penelope Milford, в оригинале произносится Пене́лопи, род. 25 марта 1948) — американская актриса.
Дебютировала в кино в 1974 году в фильме «Человек на качелях». С 1975 по 1977 году Милфорд была исполнительницей роли Дженни в бродвейским мюзикле «Шенандоа». В 1978 году она сыграла Виолет Мансон в антивоенной драме «Возвращение домой», за которую получила номинацию на премию Американской киноакадемии как лучшая актриса второго плана. Последующие её работы в кино не имели уже большого успеха, и пришлись на проходные фильмы, такие как «Бесконечная любовь» (1981), «Золотой друг» (1983), «Жестокое правосудие» (1989) и «Мисс Миссури» (1990). Единственным исключение стала чёрная комедия «Смертельное влечение», вышедшая на экраны в 1989 году. В 1997 году Пенелопа Милфорд завершила свою актёрскую карьеру.